# El Sabino
El Sabino es una localidad que se encuentra ubicada en el municipio de Salvatierra, en la parte sur del estado de Guanajuato, México.
Salvatierra limita al norte con el municipio de Tarimoro; al sur con el municipio de Acámbaro y el estado de Michoacán; al oeste con los municipios de Yuriria y Santiago Maravatío y al noroeste con el del Jaral del Progreso.
Su población es de 3.904 habitantes y está ubicado a una altitud de 1735 m s. n. m.